# Carl Göran Andræ
Carl Göran Andræ, född 23 april 1930 i Uppsala i Uppland, död 24 juli 2019 i Uppsala i Uppland, var en svensk historiker och professor.

## Biografi
Andræ var professor vid Historiska Forskningsrådet 1971–1984 och vid Uppsala universitet 1985–1995. Han var specialiserad på äldre medeltidens historia samt på det tidiga 1900-talets folkrörelser. Andræ var son till biskop Tor Andræ och hans hustru Ellen.